# Ghizdita (Rumunia)
Ghizdita – wieś w Rumunii, w okręgu Buzău, w gminie Mânzălești. W 2011 roku liczyła 74 mieszkańców.